# Tachyeres patachonicus
El pato vapor volador o quetru/o volador (Tachyeres patachonicus) es un ave anseriforme de la familia de las anátidas endémica de América del Sur.

## Características
La cabeza del macho es gris pálida y la de la hembra marrón. Tiene una longitud total de 66 a 71 cm. Los machos pesan entre 2,8 y 3,1 kg, las hembras de 2,4 a 2,8 kg. No se conocen subespecies.

## Distribución
Su distribución comprende el extremo sur del continente, Tierra del Fuego en Argentina y Chile, presente en las Islas Malvinas, motivo por lo cual es una especie plena al vivir simpátricamente con el pato vapor malvinero.

## Hábitat y alimentación
Habita aguas costeras. Se le ve en las lagunas de agua dulce y ríos. Vive desde el nivel del mar hasta los 1.200 metros de altitud. Se alimenta de moluscos y crustáceos. La población de esta especie se estima en 11.000 y 26.000 individuos.

## Reproducción
Construye su nido en el suelo entre la hierba u otra vegetación. Pone de cinco a nueve huevos. La incubación tarda de 30 a 40 días y es efectuada por la hembra, el macho permanece cerca durante este período.